# VSE (indice)
Pour les articles homonymes, voir VSE.
Le VSE est un indice boursier de la bourse de Vienne composé de 79 des principales capitalisations boursières d'Autriche.

## Composition
Au 1er juillet 2011, le VSE se composait des titres suivants :
| Symbole            | Société                                          | Poids indiciel | Secteur                       |
| ------------------ | ------------------------------------------------ | -------------- | ----------------------------- |
| ATEC AV            | A-TEC Industries                                 | 0.07 %         | Industrie                     |
| AGR AV             | Agrana Beteiligungs                              | 1.34 %         | Consommation non cyclique     |
| POS AV - POV AV    | Allgemeine Baugesellschaft Porr                  | 0.29 % - 0.04% | Industrie                     |
| AMAG AV            | AMAG Austria Metall                              | 0.66 %         | Matériaux                     |
| ANDR AV            | Andritz                                          | 4.16 %         | Industrie                     |
| ATB AV             | ATB Austria Antriebstechnik                      | 0.02 %         | Industrie                     |
| ATRS AV            | Atrium European Real Estate                      | 1.88 %         | Finance                       |
| ATS AV             | Austria Technologie & Systemtechnik              | 0.38 %         | Technologies de l'information |
| BTUVV AV - BTUV AV | Bank fuer Tirol & Vorarlberg                     | 0.05 % - 0.48% | Finance                       |
| BENE AV            | Bene                                             | 0.04 %         | Industrie                     |
| BKUS AV            | BKS Bank                                         | 0.62 %         | Finance                       |
| BKUSV AV           | BKS Bank                                         | 0.03 %         | Finance                       |
| BFC AV             | Brain Force Holding                              | 0.02 %         | Technologies de l'information |
| BHD AV             | Burgenland Holding                               | 0.13 %         | Services aux collectivités    |
| BWT AV             | BWT                                              | 0.37 %         | Industrie                     |
| C8I AV             | C-QUADRAT Investment                             | 0.14 %         | Finance                       |
| CAI AV             | CA Immobilien Anlagen                            | 1.22 %         | Finance                       |
| CEG AV             | CEG I Beteiligungs                               | 0.01 %         |                               |
| CNTY AV            | Century Casinos                                  | 0.05 %         | Consommation cyclique         |
| CWI AV             | Conwert Immobilien Invest                        | 1.11 %         | Finance                       |
| DOC AV             | DO & CO Restaurants & Catering                   | 0.37 %         | Consommation cyclique         |
| ECO AV             | Eco Business-Immobilien                          | 0.25 %         | Finance                       |
| EBS AV             | Erste Group Bank                                 | 15.13 %        | Finance                       |
| EVN AV             | EVN                                              | 2.4 %          | Services aux collectivités    |
| FLU AV             | Flughafen Wien                                   | 0.82 %         | Industrie                     |
| FKA AV             | Frauenthal Holding                               | 0.1 %          | Industrie                     |
| HEAD AV            | Head NV                                          | 0.05 %         | Consommation cyclique         |
| HED AV             | Heid Maschinenfabrik                             | 0.01 %         | Industrie                     |
| HIS AV             | Hirsch Servo                                     | 0.01 %         | Industrie                     |
| HTI AV             | HTI High Tech Industries                         | 0.05 %         | Industrie                     |
| IIA AV             | IMMOFINANZ                                       | 3.43 %         | Finance                       |
| ICLL AV            | Intercell                                        | 0.17 %         | Santé                         |
| MAN AV             | Josef Manner & Co                                | 0.1 %          | Consommation non cyclique     |
| JWD AV             | JoWooD Entertainment                             | 0 %            | Technologies de l'information |
| KTCG AV            | Kapsch TrafficCom                                | 0.85 %         | Technologies de l'information |
| KTM AV             | KTM Power Sports                                 | 0.5 %          | Consommation cyclique         |
| LNZ AV             | Lenzing                                          | 2.63 %         | Matériaux                     |
| LTH AV             | Linz Textil Holding                              | 0.14 %         | Consommation cyclique         |
| MMK AV             | Mayr-Melnhof Karton                              | 1,81 %         | Matériaux                     |
| MBV AV             | Miba                                             | 0,07 %         | Consommation cyclique         |
| OBS AV - OBV AV    | Oberbank                                         | 1,32 % - 0.13% | Finance                       |
| POST AV            | Österreichische Post                             | 1,65 %         | Industrie                     |
| OMV AV             | OMV                                              | 10.94 %        | Énergie                       |
| OTV AV - OTS AV    | Ottakringer Getraenke                            | 0.02 % - 0.28% | Consommation non cyclique     |
| PAL AV             | Palfinger                                        | 0.98 %         | Industrie                     |
| PARS AV            | Pankl Racing Systems                             | 0.07 %         | Consommation cyclique         |
| PYT AV             | POLYTEC Holding                                  | 0.19 %         | Consommation cyclique         |
| RBI AV             | Raiffeisen Bank International                    | 7.92 %         | Finance                       |
| RAT AV             | Rath                                             | 0.01 %         | Matériaux                     |
| RHI AV             | RHI                                              | 0.94 %         | Matériaux                     |
| ROS AV             | Rosenbauer International                         | 0.28 %         | Industrie                     |
| SNT AV             | S&T System Integration & Technology Distribution | 0.01 %         | Technologies de l'information |
| SLBS AV - SLBV AV  | Schlumberger                                     | 0.03 % - 0.01% | Consommation non cyclique     |
| SBO AV             | Schoeller-Bleckmann Oilfield Equipment           | 1.08 %         | Énergie                       |
| SEM AV             | Semperit                                         | 0.8 %          | Industrie                     |
| SPI AV             | Sparkassen Immobilien                            | 0.35 %         | Finance                       |
| STM AV             | Stadlauer Malzfabrik                             | 0.03 %         | Finance                       |
| STR AV             | Strabag                                          | 2.61 %         | Industrie                     |
| SWUT AV            | SW Umwelttechnik Stoiser & Wolschner             | 0.01 %         | Industrie                     |
| TEAK AV            | Teak Holz International                          | 0.05 %         | Matériaux                     |
| TKA AV             | Telekom Austria                                  | 4.34 %         | Télécommunications            |
| TTAG AV            | TeleTrader.com Software                          | 0.01 %         | Technologies de l'information |
| UBS AV             | UBM Realitaetenentwicklung                       | 0.09 %         | Industrie                     |
| UQA AV             | Uniqa Versicherungen                             | 2.36 %         | Finance                       |
| UIV AV             | Unternehmens Invest                              | 0,05 %         | Finance                       |
| VER AV             | Verbund                                          | 5,64 %         | Services aux collectivités    |
| VIG AV             | Vienna Insurance                                 | 5,53 %         | Finance                       |
| VOE AV             | Voestalpine                                      | 7,06 %         | Matériaux                     |
| VKW AV             | Vorarlberger Kraftwerke                          | 0,32 %         | Services aux collectivités    |
| WXF AV             | Warimpex Finanz- und Beteiligungs                | 0,13 %         | Consommation cyclique         |
| WPB AV             | Wiener Privatbank                                | 0,06 %         | Finance                       |
| WIE AV             | Wienerberger                                     | 1,67 %         | Industrie                     |
| WOL AV             | Wolford                                          | 0,14 %         | Consommation cyclique         |
| ZAG AV             | Zumtobel                                         | 0,89 %         | Industrie                     |